# Kasteel van Moncley
Het Kasteel van Moncley (Frans: Château de Moncley) is een kasteel in de Franse gemeente Moncley.